# Grafi2000
Grafi2000 ist eine türkische Filmproduktionsgesellschaft, hauptsächlich für Cartoons.

## Geschichte
Das Studio wurde im Jahr 2000 von Varol Yaşaroğlu gegründet. Die erste Produktion des Studios war die Serie Pembe ve Mavi. Das Studio produzierte Sendungen, die im Sender Kanal D liefen. Berühmt wurde das Studio durch die Fernsehserie Kral Şakir, welche auf Cartoon Network ausgestrahlt wurde. Durch den Erfolg von Kral Şakir produziert das Studio auch Animationsfilme für die türkischen Kinos.

## Produktionen

### Filme
- 2017: Fırıldak Ailesi
- 2018: Kral Şakir: Oyun Zamanı
- 2019: Kral Şakir: Korsanlar Diyarı
- 2021: Kral Şakir: Mikrop Avcıları[3]
- 2021: Kral Şakir: Cumburlop
- 2022: König Shakir recycelt

### Serien
- 2004: Pembe ve Mavi
- 2009: Koca Kafalar
- 2009: Harbi Tivi
- 2011: Noel Dayı
- 2013: Fırıldak Ailesi
- 2014: Çürük Ali ve Mikrop Necati
- 2016: Kral Şakir
- 2017: Pictoos Trafik Hayattır

### Sendungen
- Grafi2000 Comedy
- Koca Kafalar Televizyonu (2009)
- Acar Kafadarlar
- Haneler (2009)
- Orhan Oyundan Ne Anlar (2013)